# 主題公園

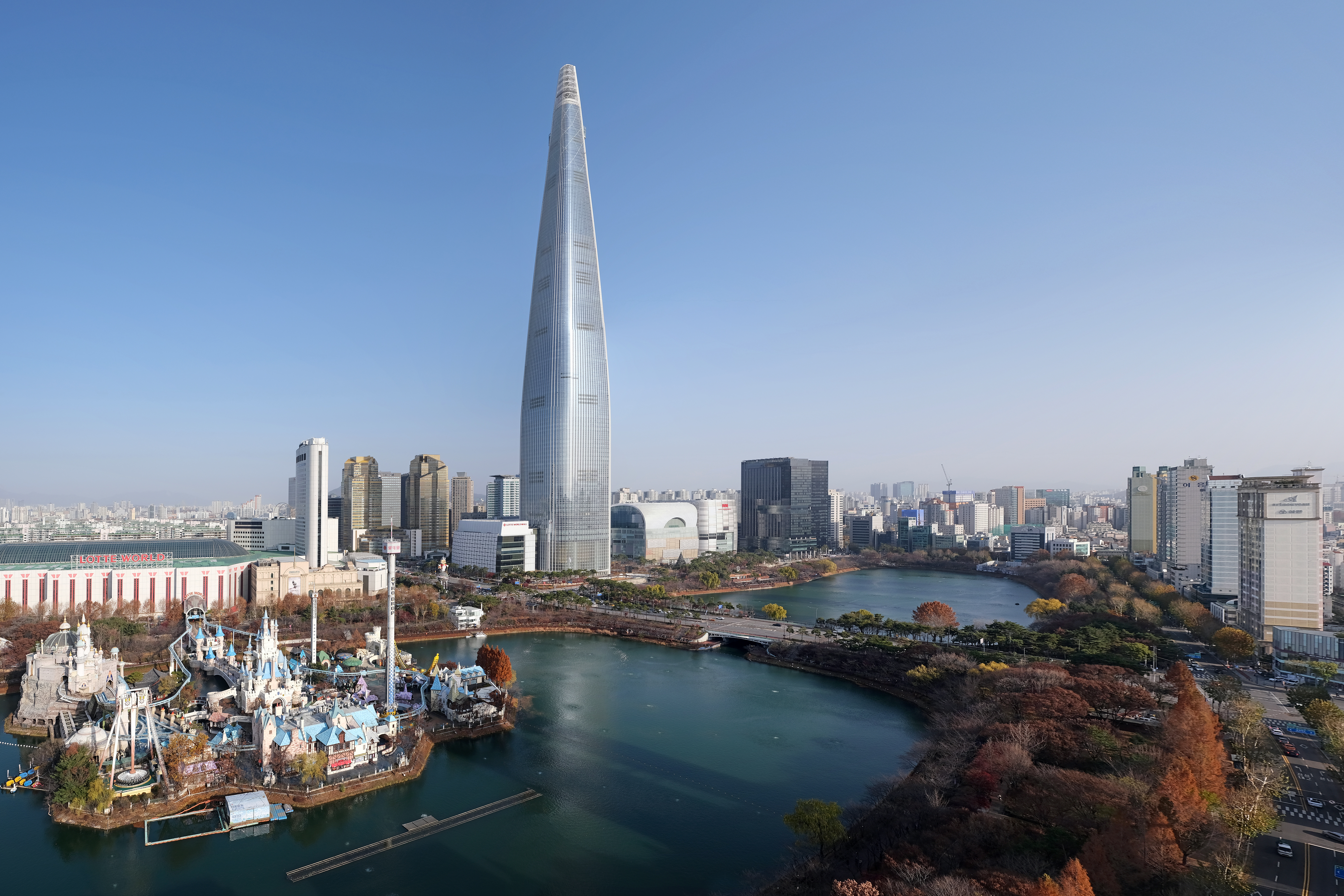
韓國首爾的樂天世界主題樂園和樂天世界塔

主題樂園（英語：Theme park），是指拥有特定几个主題而建立的人造游乐園。主题公园中的一些游乐设施和建筑物都与它的主题有关，这会让游客有一种独特的体验。
从旅遊業、服务业角度看，主題公園是提供的旅遊體驗的旅遊產品、並且帶動周邊相關餐飲或者購物設施的收入；在商業上，主題公園則是投資大、風險高的新型專案，經常和房地產一起配套出售；故此，成功的主題公園是需要商業和旅遊業共同開發，互惠互利；從城市建设角度，建设一个有名的、成功的主题乐园能够大力增加本区域的观光客人数。

## 起源
第一個遊樂園是1133年建的，在英國的Bartholomew Fair，每一年只開放半個月，結束後即拆掉。
一般認為是主題公園起源於荷蘭，後來興盛於美國。荷蘭的一對馬都拉家族夫婦，為紀念在二次世界大戰中犧牲的獨生子，而興建了一個微縮了荷蘭120處風景名勝的公園。此公園開創了世界微縮景區的先河。 1952年，開業時隨即轟動歐洲，成為主題公園的先祖。
華特·迪士尼在美國加利福尼亞州興建了世界上第一個現代大型主題公園——迪士尼樂園，於1955年7月17日正式開幕。迪士尼樂園將迪士尼電影場景和動畫技巧結合機械設備，將主題貫穿各個遊戲項目。由於能夠讓遊客有前所未有的體驗，結果在美國引起了轰动，因此世界各地也开始兴建主题乐园。。

## 類型

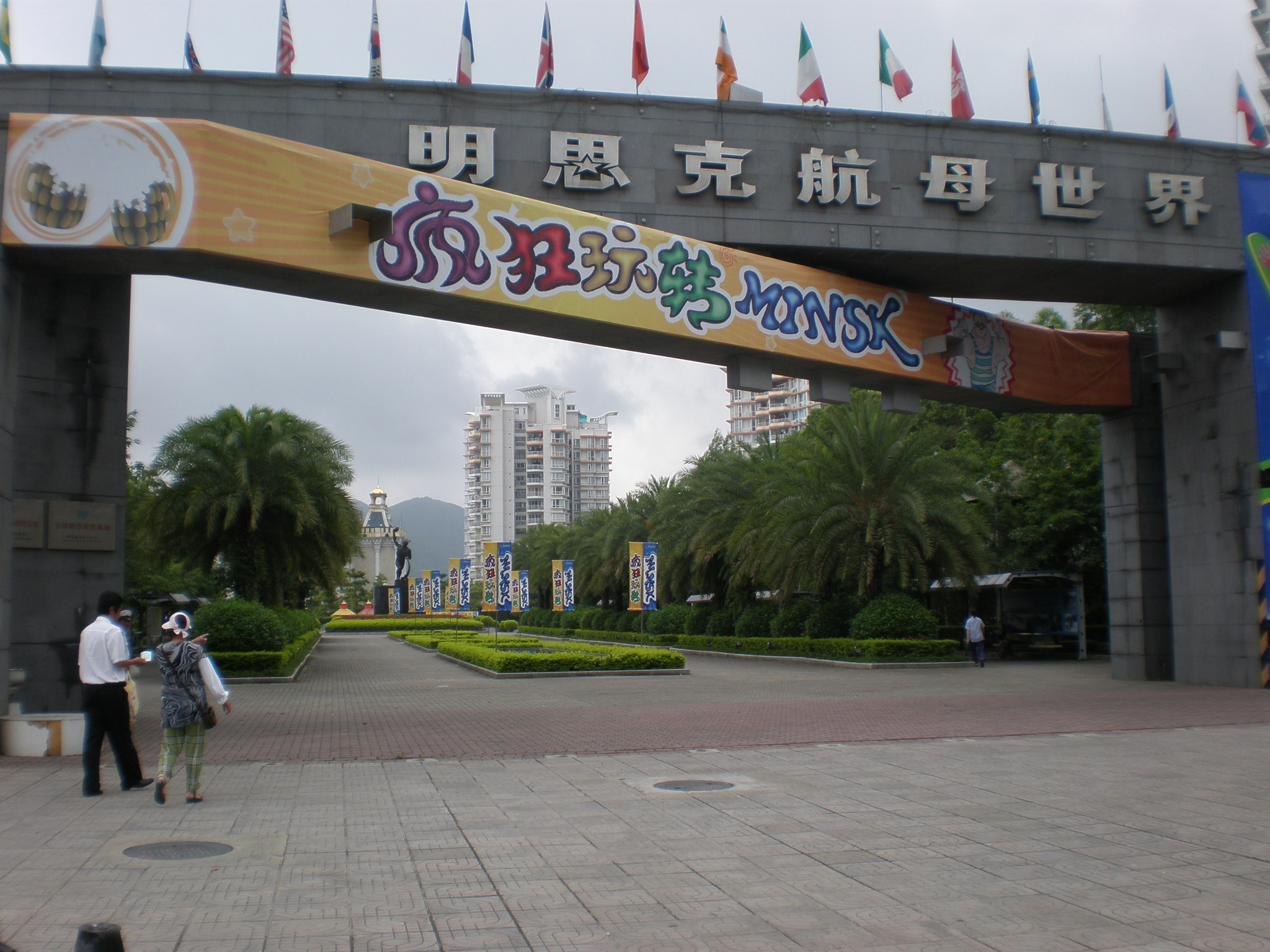
明斯克航母世界是少見的軍事主題樂園

世界級的主題公園，大多結合了“公園”的元素、再进一步拓展開發。以美國的迪士尼樂園和環球影城這兩個為代表的主題樂園，尤其以“场景再现”和“電影”這兩個要素為訴求，務求製造一個脫離現實世界、讓遊客领略電影中的場景並且可以享受玩樂項目的空間，以滿足不同類型遊客的需要；美国式主题乐园中会建立各种场景（例如：公主与王子的童话城堡、古埃及金字塔探险、漫威英雄的基地、海底世界等等），跟游客带来『沉浸式体验』。
現在，其他国家的主题乐园一般和“历史文化”或者“科教娱乐”这两方面为主，代表性的例如：日本的日光江户村就是以再现忍者村庄为主体，让游客可以体验忍者在日本古代的生活；或者上海科技馆、中国常州市的中华恐龙园等，寓教于乐。在中國大陸建造的的中國主題公園，一般都引进了西方主題公園的遊樂設施，再配合了中國傳統山水園林风格的景觀設計，或者融入中國共產黨革命理念，创造出有关长征、抗日、地道战等等主题乐园，成為富有中國色彩的主題公園。目前台灣的主題樂園以游乐园为基底，以及添加台湾原住民文化、客家文化等等特色為主。香港的主題樂園也是以游乐园为基地，再加入香港街道文化和水族馆為配合。
根據旅遊體驗類型，主題公園可分為五大類，分別是：情境模擬型、遊樂型、觀光型、主題型和風情體驗。
游乐型的主题乐园一般会让人留下深刻印象。遊樂型的主題公園亦稱遊樂園，这种游乐园一般园内会设置刺激的游乐设施和机动游戏，让一些游客有惊险刺激的体验，流连忘返。另一主題公園類型是情景模擬，具體的即是各種影視城的主題公園，也会让游客难以忘怀。觀光型的主題公園則濃縮了一些著名景觀或特色景觀，讓遊客在短暫的時間内欣賞到最具特色的景觀。各式各樣的水族館和野生動物公園，就是主題型的主題公園。至於以風情體驗為題的主題公園，則將不同的民族風俗和民族色彩展現在遊客眼前。

## 經營模式
主題公園多數以商業模式經營，園內項目設計多數按市場導向發展。收入來源除了入場費，還有園內餐廳飲食、攤位遊戲及官方攝影店、手信禮品店等。

## 著名的主題公園

### 亞洲
香港地方

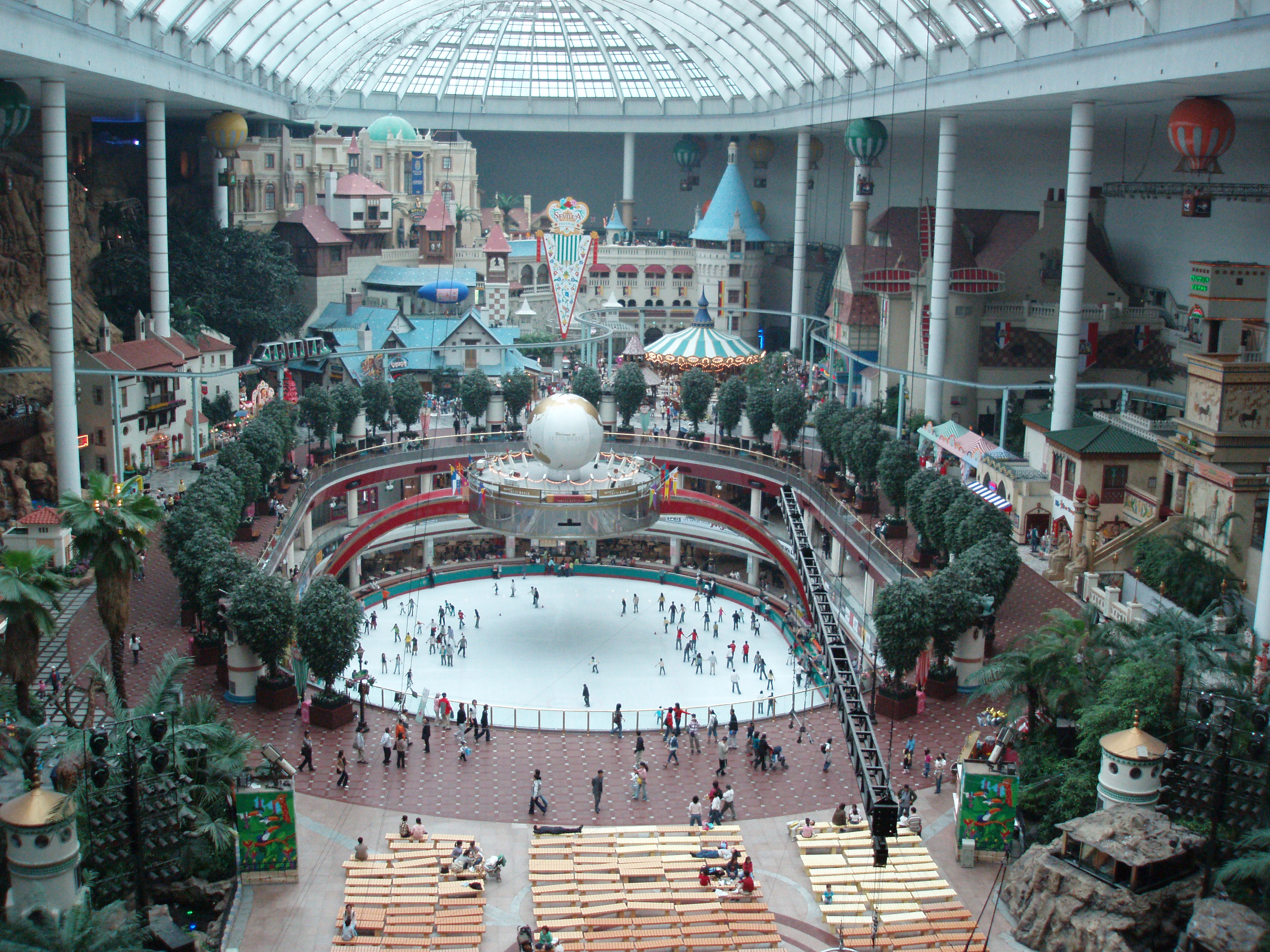
韓國首爾樂天世界

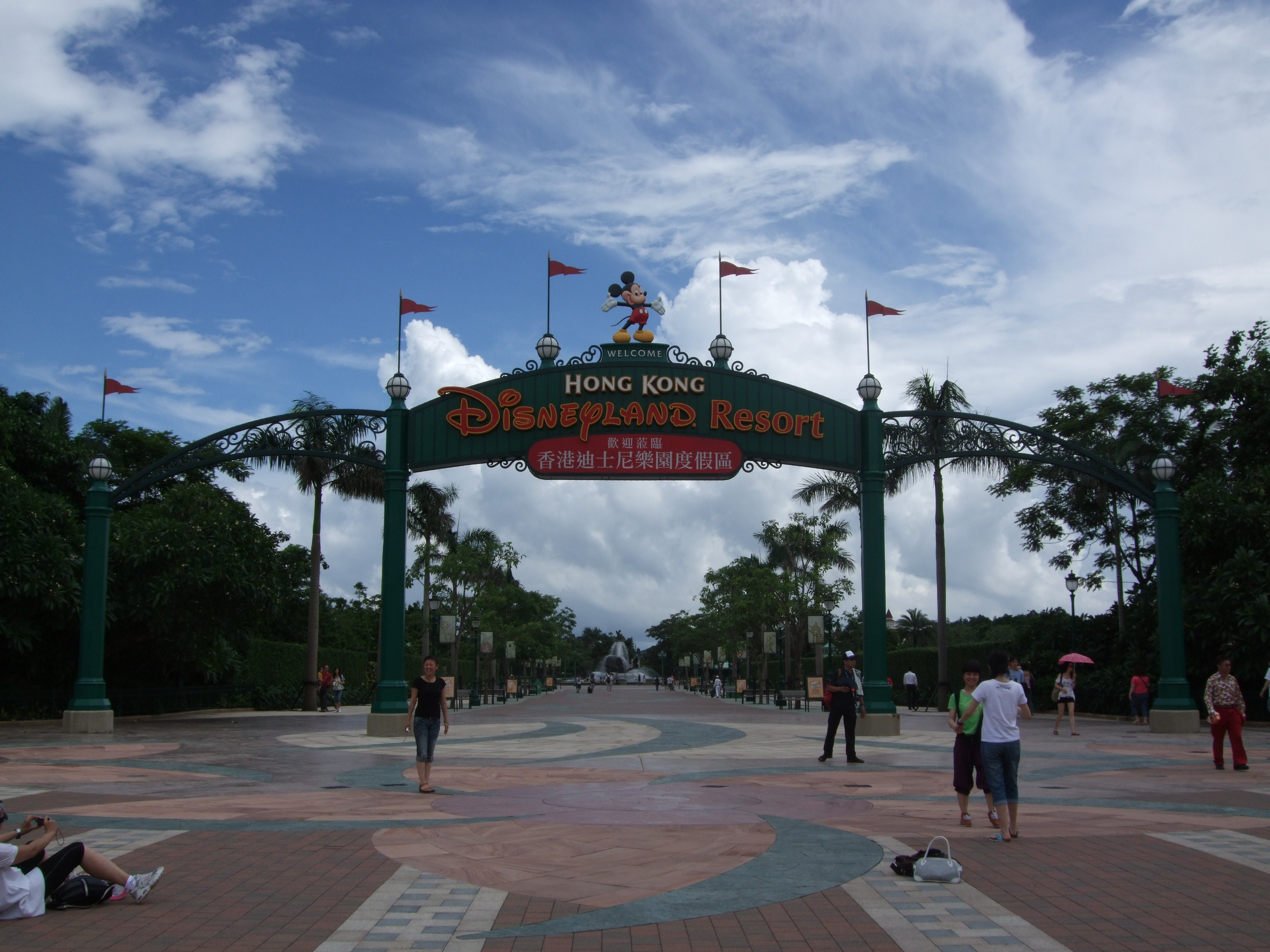
香港迪士尼樂園

- 香港迪士尼樂園（Hong Kong Disneyland）：位於香港地方竹篙灣。
- 香港海洋公園（Ocean Park Hong Kong）：位於香港地方黃竹坑。
- 香港挪亞方舟公園（Noah's Ark）：位於香港地方馬灣，設有部分投影遊戲。

韓國
- 樂天世界（Lotte World）：位於韓國首爾。
- 愛寶樂園（Everland）：位於韓國龍仁。
- 韓國樂高樂園（Legoland Korea）：位於韓國江原道春川市。

新加坡
- 新加坡環球影城（Universal Studio Singapore）：位於新加坡聖淘沙。

中國大陸
- 北京環球度假區（Universal Beijing Resort）：位於中国大陸北京市通州区。
- 上海迪士尼樂園（Shanghai Disneyland）：位於中國大陸上海市浦東區。
- 深圳世界之窗（Window Of The World）：位於中國大陸深圳市。
- 錦繡中華（Splendid China）：位於中國大陸深圳市。
- 中國民俗文化村（China Folk Culture Villages）：位於中國大陸深圳市。
- 深圳欢乐谷（Happy Valley）：位於中国大陸深圳市。
- 长沙世界之窗：位於中国大陸湖南省长沙市。
- 上海歡樂谷（Happy Valley）：位於中國大陸上海市松江區。
- 錦江樂園（Jinjiang Park）：位於中國大陸上海市閔行區梅隴鎮。
- 北京欢乐谷（Happy Valley）：位於中国大陸北京市。
- 天津欢乐谷（Happy Valley）：位於中国大陸天津市。
- 武汉欢乐谷（Happy Valley）：位於中国大陸武汉市。
- 成都欢乐谷（Happy Valley）：位於中国大陸成都市。
- 神秘島（Mysterious Island）：位於中國大陸珠海市。
- 圓明新園（The New Yuan Ming Palace）：位於中國大陸珠海市。
- 珍珠樂園（Pearl Land）：位於中國大陸珠海市。
- 大唐芙蓉园（Tang Paradise）：位於中國大陸西安市。
- 長隆歡樂世界（Chimelong Paradise）：位於中国大陸廣州市番禺區。
- 長隆水上樂園（Chimelong Water Park）：位於中国大陸廣州市番禺區。
- 长隆海洋王国（Chimelong Ocean Kingdom）：位於中国大陸珠海市横琴新区。
- 芜湖方特欢乐世界（Wuhu Fantawild Adventure）：位于中国大陸芜湖市。
- 沈阳方特欢乐世界（Shenyang Fantawild Adventure）：位于中国大陸沈阳市沈北新区。
- 中華恐龍園（Dinosaur Land）：位於中國大陸常州市。
- 蘇州樂園（Suzhou Amusement Land）：位於中國大陸蘇州市。
- 發現王國主題公園（Discoveryland）：位於中國大陸大連市。
- 淹城春秋樂園（Yancheng Chunqiu Amusement Land）：位於中國大陸常州市。

澳門地方
- 澳門漁人碼頭（Macau Fisherman's Wharf）：位於澳門地方新口岸。

日本
- 東京迪士尼樂園 (Tokyo Disneyland)：位於日本千葉縣。
- 東京迪士尼海洋 (Tokyo DisneySea)：位於日本千葉縣。

馬來西亞
- 马来西亚乐高主题乐园（Legoland Malaysia）：位於新山。
- 马来西亚双威乐园（Sunway Lagoon）:位于双威镇。

台灣
- 臺北市立兒童新樂園（Taipei Municipal Children's Amusement Park）：位於台灣台北市士林區。
- 林口三井商業主題樂園（Linkou Mitsui Commercial Theme Park）：位於台灣新北市林口區。
- 小人國主題樂園（Window On China Theme Park）：位於台灣桃園市。
- 六福村主題樂園（Leofoo Village Theme Park）：位於台灣新竹縣。
- 麗寶樂園（Libao Recreation World）：位於台灣台中市。
- 劍湖山世界（Janfusun Fancyworld）：位於台灣雲林縣。
- 義大遊樂世界（E-DA Theme Park）：位於台灣高雄市。
- 遠雄海洋公園（Hualien Farglory Ocean Park）：位於台灣花蓮縣。

### 美洲
美國
- 迪士尼樂園（Disneyland Park）：美国加利福尼亞州安納罕市
- 迪士尼加州冒險樂園（Disney's California Adventure）：美国加利福尼亞州安納罕市
- 神奇王國（Magic Kingdom）：美國佛羅里達州奥蘭多華特迪士尼世界度假區
- 艾波卡特（Epcot）：美國佛羅里達州奥蘭多華特迪士尼世界度假區
- 迪士尼荷里活影城（Disney's Hollywood Studio）：美國佛羅里達州奥蘭多華特迪士尼世界度假區
- 迪士尼動物王國（Disney's Animal Kingdom）：美國佛羅里達州奥蘭多華特迪士尼世界度假區
- 布希公園（Busch Gardens），美國佛羅里達州坦帕，美国弗吉尼亚州威廉斯堡
- 六旗遊樂園（Six Flags），美國新澤西，美国伊利诺伊州芝加哥
- 好萊塢環球影城（Universal Studios Hollywood）：美國加州洛杉矶
- 奧蘭多環球影城（Universal Studios Orlando）：美国佛罗里达州奥兰多
- 冒險島（Islands of Adventure）：美国佛罗里达州奥兰多
- 海洋世界（Sea World）：美國加州圣迭戈，美国佛罗里达州奥兰多
- 加州樂高樂園（Legoland California）：美國加州卡爾斯巴德
- 佛罗里达乐高乐园（Legoland Florida）：美国佛罗里达州Winter Haven
- 紐約樂高樂園（Legoland New York）：美國紐約州戈申

加拿大
- 圆舞曲乐园（la Ronde）：加拿大魁北克
- 加拿大奇幻樂園（Canada's Wonderland）：加拿大南安大略
- 海洋梦幻乐园（Marineland）：加拿大安大略

### 歐洲
法國
- 巴黎迪士尼樂園：位於法國巴黎Marne-la-Vallée巴黎迪士尼樂園度假區。
- 華特迪士尼影城：位於法國巴黎Marne-la-Vallée巴黎迪士尼樂園度假區。

丹麥
- 蒂沃利公園（Tivoli Gardens）：位於丹麥哥本哈根。
- 巴根遊樂園(Dyrehavsbakken) : 位於丹麥哥本哈根郊外Klampenborg,為全球最古老、仍然運作的主題公園。

瑞典
- 里瑟本遊樂園：位於瑞典哥德堡。

德國
- 歐洲主題公園（英语：Europa-Park）（Europa Park）：位於德國魯斯特。

荷兰
- 艾夫特琳（Efteling）：位於荷兰卡茨赫佛爾。

西班牙
- 冒險港（Port Aventura）：位於西班牙薩洛。

英國
- 奧爾頓塔（Alton Towers）：位於英國斯塔福德郡。

義大利
- 加達雲霄樂園（Gardaland）：位於意大利加達湖畔。